# Георги Иванов – Геша
Вижте пояснителната страница за други личности с името Георги Иванов.
Георги Иванов – Геша е бивш български футболист и настоящ треньор по футбол. Роден е на 22 май 1967 г. в Горна Оряховица.

## Кариера
Георги Иванов е родом от Горна Оряховица, но когато е на 5-годишна възраст родителите му се местят във Варна. Той израства в школата на Спартак (Варна), но дебютира в мъжкия футбол с екипа на Черноломец (Попово) във В група, където е привлечен от треньора Цоньо Василев, след като отбива военната си служба. В началото на 1989 г. преминава в Черно море (Варна). За „моряците“ записва 13 мача и 1 гол в А група. През сезон 1990/91 играе за Лудогорец (Разград), след което облича екипа на Добруджа (Добрич).
През 1993 г. Геша преминава в Левски (София), където играе общо три сезона. Със сините е двукратен шампион на България през сезоните 1993/94 и 1994/95, както и носител на Купата на България през 1993/94. През 1996 г. преминава в Славия (София). Три години по-късно се завръща в родния Спартак (Варна). Прекратява кариерата си на 35-годишна възраст през 2002 г. като футболист на Спартак (Плевен).

## Треньорска кариера
След края на кариерата си на футболист, Георги Иванов става треньор. Геша започва като помощник, първо в Спартак (Плевен), а след това и в Беласица (Петрич). През пролетта на 2005 г. води Беласица в А група. През сезон 2005/06 е начело на Доростол (Силистра), след което е назначен за треньор на Девня. През април 2007 г. поема родния Спартак (Варна). Успява да задържи „соколите“ в А група, като това се случва след победа с 2:0 над градския съперник Черно море. В края на август 2007 г. обаче е уволнен от Спартак.
След това води последователно Волов (Шумен), Несебър, Доростол (Силистра), Светкавица (Търговище) и за втори път Спартак (Варна).